# Carlo III di Lorena
Carlo III di Lorena, detto il Grande (Nancy, 18 febbraio 1543 – Nancy, 14 maggio 1608), fu Duca di Lorena dal 1545 sino alla sua morte; viene talvolta indicato con il numerale di Carlo II di Lorena.
Egli era il figlio maggiore sopravvissuto di Francesco I di Lorena (1517 – 1545) e di Cristina di Danimarca (1522 – 1590). La sua dinastia era inoltre pretendente al Regno di Gerusalemme e usò anche il titolo di Duca di Calabria come simbolo delle loro pretese sul Regno di Napoli. Inoltre, i Lorena erano pretendenti al Ducato di Gheldria, ereditato da Carlo di Egmont. Durante la fanciullezza, la sua già anziana bisnonna, Filippina di Gheldria, morì nel 1547 lasciando la sua eredità al giovane Carlo.

## Biografia

### Giovinezza e ascesa
Egli successe al padre il 12 giugno 1545 e fu posto sotto la reggenza della madre Cristina di Danimarca e dello zio Nicola di Lorena (fratello del padre Francesco, 1524 – 1577) e futuro duca di Mercoeur e dopo il 1552 sotto quella del solo zio. Da quello stesso anno infatti il re di Francia Enrico II, nel corso del suo viaggio in Germania, che gli permise di imporre la sua tutela sulle tre città episcopali di Verdun, Metz et Toul, passò da Nancy.
Qui fece togliere dalla reggenza la duchessa Cristina, nipote dell'imperatore del Sacro Romano Impero e filo-austriaca, assegnando tutto il potere come reggente allo zio di Carlo, Nicola, già co-reggente e francofilo. Contestualmente egli portò Carlo con sé per farlo educare alla corte di Francia, dandogli così una formazione conforme agli interessi francesi.

### Matrimonio

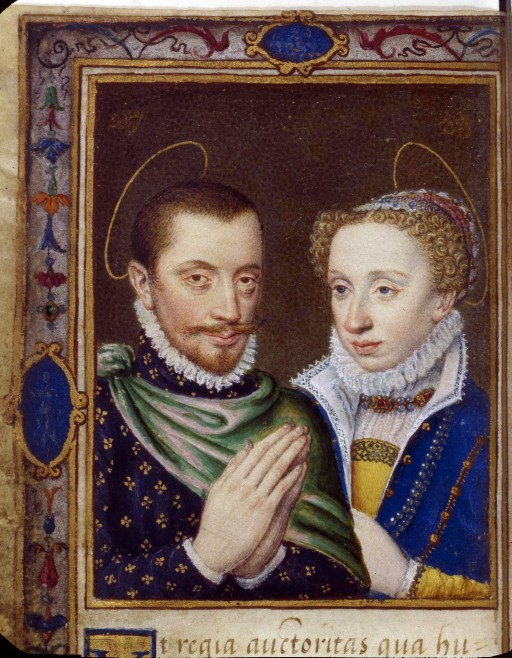
Miniatura nel libro di preghiere di Caterina de' Medici che raffigura Carlo III di Lorena e Claudia di Valois.

Nel 1559 Carlo sposò Claudia di Valois, dodicenne figlia dello stesso re Enrico II, che per l'occasione fu dichiarata maggiorenne. Il re gli consentì quindi di ritornare in Lorena.
La coppia ducale fece il suo ingresso in Nancy nell'ottobre di quell'anno, seguita dal nuovo re di Francia Francesco II (Enrico II era infatti da poco deceduto), dalla recente regina di Spagna Elisabetta, sorella di Claudia e novella sposa di Filippo II di Spagna, e dalla corte di Francia.

### Duca di Lorena
Per affermare il suo potere, Carlo si rifiutò di prestare giuramento di preservare i diritti ed i privilegi dei tre ordini (cosa che dovette fare tre anni dopo quando fu costretto a chiedere l'aiuto finanziario degli Stati di Lorena). Egli continuò d'altro canto, sull'esempio dei suoi predecessori, a mantenere una rigida neutralità fra l'Impero e la Francia, nonostante il passaggio delle truppe francesi, che andavano a dar manforte agli ugonotti tedeschi e quello delle truppe spagnole cattoliche, che si trasferivano dalla Franca Contea ai Paesi Bassi.
Profondamente cattolico, ebbe buone relazioni con i cognati re di Francia fino al 1576, quando Enrico III, che aveva sposato l'anno precedente una cugina di Carlo, Luisa di Lorena, figlia dello zio Nicola, già reggente in nome di Carlo, emise l'editto di Beaulieu, concludendo la pace con i capi ugonotti. Egli si impegnò quindi nella Lega cattolica, diretta dai suoi cugini, i duchi di Guisa, accogliendo l'assemblea generale dei suoi rappresentanti a Nancy nel 1580. Nel 1584, morto Francesco di Francia, duca di Alençon, fratello cadetto e principe ereditario del fratello, re di Francia, divenne successore di quest'ultimo (Enrico III non aveva figli) Enrico III, re di Navarra, che era protestante, il che era per Carlo III inaccettabile.
Comparve in questo periodo un testo in cui l'arcidiacono del vescovado di Toul, François de Rosières, sosteneva che la casa di Lorena discendesse dai Carolingi: Carlo III pose quindi la sua candidatura al trono di Francia. Tale pretesa era però del tutto infondata, innanzitutto perché non si trattava di una discendenza agnatica (cioè in linea maschile), ma femminile, e per questa via anche Enrico di Navarra discendeva da Carlo Magno per innumerevolissime linee di discendenza. La rivendicazione era esclusivamente di natura politica, per dare al duca di Lorena una parvenza di legittimità nelle sue pretese al trono di Francia.
Nel 1589 moriva assassinato il re di Francia Enrico III, non prima di aver designato il suo cugino re di Navarra come suo successore, a patto che questi abiurasse il protestantesimo e rientrasse nel cattolicesimo. Ripresa la guerra di religione i protestanti, al comando di Enrico de la Tour d'Auvergne, visconte de Turenne, saccheggiarono la zona nord del ducato. La pace tornò solo con l'incoronazione di Enrico III di Navarra a re di Francia, avvenuta nella Cattedrale di Chartres il 27 febbraio 1594, sei mesi dopo l'abiura del protestantesimo da parte di quest'ultimo.
La pace religiosa fu suggellata dal matrimonio fra il figlio di Carlo III di Lorena, Enrico, e la sorella di Enrico IV di Francia, Caterina di Borbone.

### Ultimi anni e morte
Nonostante le guerre di religione, il regno di Carlo III fu per la Lorena un'epoca di prosperità e di sviluppo. Carlo fondò nel 1572, insieme al fratello cardinale Carlo di Lorena, l'università di Pont-à-Mousson. Nel 1590 ingrandì la città di Nancy creando dal nulla la Città Nuova, quattro volte più estesa di quella vecchia, ma non riuscì a far divenire Nancy sede vescovile. Fondò inoltre le città di Clermont-en-Argonne, Lunéville e Stenay. Nel 1580 aveva fissato l'inizio d'anno al 1º gennaio. Gli succedette il figlio Enrico.

## Matrimonio e discendenza
Carlo di Lorena sposò a Parigi il 22 gennaio 1559 Claudia di Valois (1547 – 1575), principessa di Francia, figlia del re Enrico II e di Caterina de Medici. Dal matrimonio nacquero:
- Enrico II (1563 – 1624), duca di Lorena e duca di Bar;
- Cristina (1565 – 1637), andata sposa nel 1589 a Ferdinando I de' Medici (1549 – 1609);
- Carlo (1567 – 1607), cardinale di Lorena, vescovo di Metz (1578 – 1607) e di Strasburgo (1604 – 1607);
- Antonia (1568 – 1610), andata sposa nel 1599 a Giovanni Guglielmo, duca di Jülich-Kleve-Berg (1562 – 1609);
- Anna (1569 – 1576);
- Francesco (1572 – 1632), conte di Vaudemont e poi duca di Lorena e di Bar;
- Caterina (1573 – 1648), badessa di Remiremont;
- Elisabetta (1574 – 1635), andata sposa nel 1599 a Massimiliano I (1573 – 1651), elettore di Baviera;
- Claudia (1574 – 1576).

Carlo ebbe inoltre, al di fuori del legame matrimoniale:
- Carlo di Remoncourt (?– 1648), abate di Lunéville e di Senones.

## Ascendenza
|                               |                       |                                 | Genitori                        |  |  | Nonni |  |  | Bisnonni            |  |  | Trisnonni                |  |
|                               |                       |                                 |                                 |  |  |       |  |  | Renato II di Lorena |  |  | Federico II di Vaudémont |  |
|                               |                       |                                 |                                 |  |  |       |  |  | Renato II di Lorena |  |  | Federico II di Vaudémont |  |
|                               |                       | Iolanda d'Angiò                 |                                 |  |  |       |  |  | Renato II di Lorena |  |  |                          |  |
| Antonio di Lorena             |                       |                                 |                                 |  |  |       |  |  | Renato II di Lorena |  |  |                          |  |
|                               |                       | Filippina di Gheldria           | Adolfo di Egmond                |  |  |       |  |  |                     |  |  |                          |  |
|                               |                       | Filippina di Gheldria           | Adolfo di Egmond                |  |  |       |  |  |                     |  |  |                          |  |
|                               |                       | Filippina di Gheldria           | Caterina di Borbone-Clermont    |  |  |       |  |  |                     |  |  |                          |  |
| Francesco I di Lorena         |                       | Filippina di Gheldria           |                                 |  |  |       |  |  |                     |  |  |                          |  |
|                               |                       | Gilberto di Borbone-Montpensier | Luigi I di Montpensier          |  |  |       |  |  |                     |  |  |                          |  |
|                               |                       | Gilberto di Borbone-Montpensier | Luigi I di Montpensier          |  |  |       |  |  |                     |  |  |                          |  |
|                               |                       | Gilberto di Borbone-Montpensier | Gabriella di La Tour d'Auvergne |  |  |       |  |  |                     |  |  |                          |  |
| Renata di Borbone-Montpensier |                       | Gilberto di Borbone-Montpensier |                                 |  |  |       |  |  |                     |  |  |                          |  |
|                               |                       | Chiara Gonzaga                  | Federico I Gonzaga              |  |  |       |  |  |                     |  |  |                          |  |
|                               |                       | Chiara Gonzaga                  | Federico I Gonzaga              |  |  |       |  |  |                     |  |  |                          |  |
|                               |                       | Chiara Gonzaga                  | Margherita di Baviera           |  |  |       |  |  |                     |  |  |                          |  |
| Carlo III di Lorena           |                       | Chiara Gonzaga                  |                                 |  |  |       |  |  |                     |  |  |                          |  |
|                               | Giovanni di Danimarca | Cristiano I di Danimarca        |                                 |  |  |       |  |  |                     |  |  |                          |  |
|                               | Giovanni di Danimarca | Cristiano I di Danimarca        |                                 |  |  |       |  |  |                     |  |  |                          |  |
|                               | Giovanni di Danimarca | Dorotea di Brandeburgo          |                                 |  |  |       |  |  |                     |  |  |                          |  |
| Cristiano II di Danimarca     | Giovanni di Danimarca |                                 |                                 |  |  |       |  |  |                     |  |  |                          |  |
|                               |                       | Cristina di Sassonia            | Ernesto di Sassonia             |  |  |       |  |  |                     |  |  |                          |  |
|                               |                       | Cristina di Sassonia            | Ernesto di Sassonia             |  |  |       |  |  |                     |  |  |                          |  |
|                               |                       | Cristina di Sassonia            | Elisabetta di Baviera           |  |  |       |  |  |                     |  |  |                          |  |
| Cristina di Oldenburg         |                       | Cristina di Sassonia            |                                 |  |  |       |  |  |                     |  |  |                          |  |
|                               |                       | Filippo I di Castiglia          | Massimiliano I d'Asburgo        |  |  |       |  |  |                     |  |  |                          |  |
|                               |                       | Filippo I di Castiglia          | Massimiliano I d'Asburgo        |  |  |       |  |  |                     |  |  |                          |  |
|                               |                       | Filippo I di Castiglia          | Maria di Borgogna               |  |  |       |  |  |                     |  |  |                          |  |
| Isabella d'Asburgo            |                       | Filippo I di Castiglia          |                                 |  |  |       |  |  |                     |  |  |                          |  |
|                               |                       | Giovanna di Castiglia           | Ferdinando II d'Aragona         |  |  |       |  |  |                     |  |  |                          |  |
|                               |                       | Giovanna di Castiglia           | Ferdinando II d'Aragona         |  |  |       |  |  |                     |  |  |                          |  |
|                               |                       | Giovanna di Castiglia           | Isabella di Castiglia           |  |  |       |  |  |                     |  |  |                          |  |
|                               |                       | Giovanna di Castiglia           |                                 |  |  |       |  |  |                     |  |  |                          |  |

## Stemma
| Image | Stemma                                   |
| ----- | ---------------------------------------- |
| \| \| | Carlo III di Lorena Duca di Lorena e Bar |
|       |                                          |